# Chris Harper
Chris Harper (* 23. November 1994 in Thursday Island) ist ein australischer Radrennfahrer, der im Straßenradsport aktiv ist.

## Sportlicher Werdegang
Erstmals trat Harper international bei der Herald Sun Tour 2016 in Erscheinung. Im Juli 2016 wurde er Mitglied im UCI Continental Team State of Matter MAAP Racing. Nach dessen Auflösung wechselte Harper zur Saison 2017 zum australischen Continental Team Bennelong Swisswellness. 2018 wurde er Ozeanienmeister im Straßenrennen und Gesamtsieger der UCI Oceania Tour. Ein Jahr später wechselte er zum Team BridgeLane, in diesem Jahr gewann er zunächst die Tour of Japan und dominierte die Tour de Savoie Mont-Blanc, bei der er neben zwei Etappen alle Wertungen gewann.
Aufgrund seiner Leistungen wechselte Harper zur Saison 2020 zum UCI WorldTeam Jumbo-Visma. Mit dem Giro d’Italia 2020 nahm er an seiner ersten Grand Tour teil, konnte diesen jedoch nicht beenden, da sich das komplette Team Jumbo-Visma nach dem positiven Corona-Test von Steven Kruijswijk aus dem Rennen zurückzog. In der Saison 2021 belegte er bei der gut besetzten UAE Tour den vierten Platz in der Gesamtwertung.
Nachdem Harper drei Jahre bei Jumbo-Visma ohne zählbaren Einzelerfolg geblieben war, entschloss er sich für einen Wechsel zum australischen UCI WorldTeam Jayco AlUla zur Saison 2023. Im selben Jahr bestritt er seine erste Tour de France, die er als Helfer von Simon Yates auf dem 16. Gesamtrang beendete. Im Jahr 2023 belegte er im Straßenrennen und Einzelzeitfahren der australischen Meisterschaften den zweiten Rang hinter seinem Teamkollegen Lucas Plapp, ehe er mit dem zwölften Gesamtrang bei Paris–Nizza und dem sechsten Gesamtrang bei der Katalonien-Rundfahrt aufzeigte. Bei der Tour of the Alps ging er als Kapitän an den Start, schied jedoch nach einem Sturz in der Abfahrt des Passo del Vetirolo mit einer Gehirnerschütterung aus. Seinen ersten Sieg bei einer Grand Tour erreichte er am 31. Mai 2025, als er die vorletzten Etappe des Giro d’Italia mit 1:49 Minuten Vorsprung auf den Zweiten Alessandro Verre und 1:57 Minuten auf den anschließenden Gesamtführenden der Rundfahrt Simon Yates für sich entscheiden konnte.

## Erfolge
2018
- Ozeanienmeister – Straßenrennen
- Nachwuchswertung Tour of Japan
- Gesamtwertung UCI Oceania Tour 2018

2019
- Gesamtwertung, zwei Etappen, Punktwertung und Bergwertung Tour de Savoie Mont-Blanc
- Gesamtwertung, eine Etappe und Nachwuchswertung Tour of Japan
- Ozeanienmeisterschaften – Straßenrennen

2022
- Mannschaftszeitfahren Vuelta a España

2025
- eine Etappe Giro d’Italia

## Grand-Tour-Platzierungen
| Grand Tour            | 2020 | 2021 | 2022 | 2023 | 2024 | 2025 |
| --------------------- | ---- | ---- | ---- | ---- | ---- | ---- |
| Giro d’ItaliaGiro     | DNF  | –    | –    | –    | –    | 23   |
| Tour de FranceTour    | –    | –    | –    | 16   | DNF  |      |
| Vuelta a EspañaVuelta | –    | –    | 33   | –    | DNF  |      |